# خانزاده بیگم (گورکانی)
خانزاده بیگم، (تولد ۱۴۷۸ – درگذشته سپتامبر ۱۵۴۵) شاهزاده خانم تیموری، اولین فرزند عمر شیخ میرزای دوم امیر فرغانه از همسرش قتلغ نگار بیگم، هم‌چنین خواهرتنی و بزرگ‌تر بابر بنیان‌گذار سلسله تیموریان هند بود. او و برادرش در طول زندگی بسیار به هم وابسته بودند. بابر برای اولین بار لقب پادشاه بیگم را به خواهرش داد و در بابرنامه در خاطرات برادرش همیشه با احترام یاد شده.
او به مدت ده سال در اسارت شیبک خان ازبک بود. بعد از شکست شبیک خان از شاه اسماعیل صفوی و کشته شدنش خانزاده بیگم با احترام به نزد برادرش بابر بازگشت.